# Мадик
Мади́к (фр. и окс. Madic) — коммуна во Франции, находится в регионе Овернь. Департамент — Канталь. Входит в состав кантона Сень. Округ коммуны — Морьяк.
Код INSEE коммуны — 15111.
Коммуна расположена приблизительно в 390 км к югу от Парижа, в 70 км юго-западнее Клермон-Феррана, в 55 км к северу от Орийака.

## Население
Население коммуны на 2008 год составляло 223 человека.
| 1962 | 1968 | 1975 | 1982 | 1990 | 1999 | 2008 |
| ---- | ---- | ---- | ---- | ---- | ---- | ---- |
| 139  | 157  | 196  | 207  | 239  | 248  | 223  |

## Администрация
| Период | Период | Фамилия        | Партия | Примечания |
| ------ | ------ | -------------- | ------ | ---------- |
| 2001   | 2008   | Дидье Демон    |        |            |
| 2008   |        | Кристоф Моранж |        |            |

## Экономика
В 2007 году среди 137 человек в трудоспособном возрасте (15—64 лет) 93 были экономически активными, 44 — неактивными (показатель активности — 67,9 %, в 1999 году было 71,0 %). Из 93 активных работали 84 человека (44 мужчины и 40 женщин), безработных было 9 (3 мужчин и 6 женщин). Среди 44 неактивных 15 человек были учениками или студентами, 20 — пенсионерами, 9 были неактивными по другим причинам.

## Фотогалерея
- Долина реки Дордонь
- Долина реки Дордонь
- Карта коммуны